# Equipotentialiteit
De term equipotentialiteit is voor het eerst in het jaar 1929 door de Amerikaanse behavioristische psycholoog Karl Lashley gebruikt, en wil zeggen dat alle gebieden in de hersenen even geschikt zijn om verschillende taken uit te voeren. In door Lashley verrichte rattenexperimenten bleek namelijk dat het leergedrag van ratten in doolhoven weinig werd aangetast door de specifieke plaats van kunstmatige laesies die op verschillende plaatsen in de hersenen waren aangebracht.
Wél bleek dat hun leerprestatie achteruitging als functie van de totale hoeveelheid gelaedeerd hersenweefsel. Dit laatste was voor Lashley aanleiding tot formulering van een tweede principe, namelijk dat van 'massawerking'. Deze term wil zeggen dat hersenfuncties niet afhankelijk zijn van  specifieke gebieden, maar van de totale massa of volume van de hersenen.
Tegenover de opvatting van Lashley stond die van de Canadese neurochirurg Wilder Penfield die aantoonde dat stimulatie van de verschillende gebiedjes in de temporale kwab van epilepsie-patiënten bij hen soms zeer specifieke levendig gekleurde herinneringen of belevingen opriep.
Interessant is ten slotte dat meer recent onderzoek naar de functie van de hersenen zowel bewijzen heeft gevonden voor het 'globale' principe van Lashley als het 'lokale' principe van Penfield.